# 지훤
지훤(池萱, 생몰년 미상)은 후백제(後百濟)의 귀족이다. 후백제(後百濟)의 왕 견훤(甄萱)의 사위로, 무주(武州)의 성주(城主)였다. 광주 지씨(光州 池氏)와 무주 지씨(武州 池氏)의 시조이기도 하다.
903년(견훤(甄萱) 12년)에 그 당시 궁예(弓裔)의 부하장군으로 있던 왕건(王建)이 해군을 거느리고 서해로부터 무진주성으로 쳐들어왔으나 성주인 지훤은 철옹성인 무진주성을 굳게 지키고 항복하지 않았다.

## 가족 관계
- 장인 : 아자개(阿慈介, ? ~935년 음력 6월)
- 장모 : 상원부인(上院夫人) 박씨(朴氏)
  - 부인 : 견씨

## 지훤이 등장하는 작품
- 《태조 왕건》 KBS, 2000년~2002년, 배우: 박철호